# Карасёв, Борис Иванович
Бори́с Ива́нович Карасёв (28 июня 1919 — 29 августа 2011) — советский офицер, лётчик-истребитель, Герой Российской Федерации. Гвардии полковник в отставке.

## Биография
Родился 28 июня 1919 года в деревне Рига-Васильевка Тульской губернии в большой крестьянской семье. Отец Иван Карасёв — председатель колхоза.
Выпускник сталиногорского авиационного клуба имени Михаила Бабушкина (обучался на самолёте У-2). В 1938 году стал лётчиком-инструктором и комендантом аэроклуба. В 1939 году поступил в Качинскую Краснознаменную военно-авиационную школу лётчиков, которую успешно окончил в 1940 году и был направлен в 88-й истребительно-авиационный полк под Винницу. Командир звена истребителей И-16.
За годы Великой Отчечественной войны совершил 509 боевых вылетов (в том числе 85 — на разведку и 136 — на штурмовку). Лично сбил девять немецких самолётов и четыре — в групповом бою, уничтожил 82 автомашины, 16 неприятельских подвод с боеприпасами, железнодорожный вагон с военным грузом, семь зенитных точек, три артиллерийских орудия, две автоцистерны с горючим. Трижды считался погибшим, представлялся к званию Героя Советского Союза.
Г. А. Пшеняник. Долетим до Одера.:

В марте 1942 года лейтенант Борис Карасев сошёлся в неравной схватке с десятью гитлеровскими истребителями!
…
Командир эскадрильи И-16 капитан Середа получил боевую задачу: обеспечить сопровождением шестерку самолётов соседнего полка, срочно вылетевшего на штурмовку противника. Приближался вечер. Истребители за день «потрудились» сполна. В боеготовности оказались лишь две машины — Карасева и Князева. Середа вызвал летчиков и объяснил задачу: Князеву идти справа от боевого порядка шестерки, Карасеву — слева и не допускать атак немцев по нашим штурмовикам. Командир отлично понимал, что задание для двух самолётов очень рискованное, но выполнить его было необходимо. Оставалась надежда на мастерство, осмотрительность и отвагу воздушных бойцов. Не успела группа подлететь к линии фронта, как на неё набросились не менее двадцати «мессеров». С самого начала фашистам удалось отсечь самолёт Карасева. И закрутилась в воздухе адская карусель: Карасев — в центре, а вокруг двенадцать вражеских стервятников, полосующих огненными очередями. В этой критической ситуации наш летчик принял единственно верное решение — бросил машину вниз, вырвавшись из замкнутого круга, словно из клубка змей, и начал маневрировать над самой землей, лишив таким образом противника преимущества вертикального манёвра.

В этом бою Б. И. Карасёв лично сбил 1 самолёт и подбил ещё один 1 самолёт противника. После госпиталя вернулся в часть, воевал на Ла-5. Участвовал в Львовско-Сандомирской операции, боях под Краковым, Бригом, Котбусом, Дрезденом, в штурме Берлина, в уничтожении последней группировки немцев в Карпатах.
С 1965 года Б. И. Карасёв работал в Аэрофлоте в Центральном управлении международных воздушных сообщений. До ухода на пенсию был штурманом — руководителем бюро аэронавигационной информации.
В 1997 году по инициативе ветеранов полка — Героев Советского Союза Алексея Постнова и Кубати Карданова — Б. И. Карасёву была вручена медаль «Золотая звезда» Героя Российской Федерации (№ 415).
Проживал в Москве по адресу: Новопесчаная улица, 14.

## Награды и звания
- Герой Российской Федерации (22 сентября 1997)
- три ордена Красного Знамени (5 ноября 1941, 29 апреля 1942, ??)
- два ордена Красной Звезды
- Орден Отечественной войны II степени

Также награждён медалями. Почётный гражданин города Новомосковска (2003).